# یواس‌اس فانینگ (اف‌اف-۱۰۷۶)
یواس‌اس فانینگ (اف‌اف-۱۰۷۶) (به انگلیسی: USS Fanning (FF-1076)) یک کشتی بود که طول آن ۴۳۸ فوت (۱۳۴ متر) بود. این کشتی در سال ۱۹۷۰ ساخته شد.